# Купчинские карьеры
Ку́пчинские карье́ры — искусственные водоёмы на территории 75 муниципального округа во Фрунзенском районе Санкт-Петербурга, названы в честь района Купчино. Представляют собой шесть затопленных карьеров с уровнем уреза воды 8—9 м над уровнем моря, глубиной от 3 до 8,5 м и общей площадью водной поверхности в 20,9 га.

## История
В первой половине XX века на Куракиной дороге (современное Южное шоссе (Санкт-Петербург) началось строительство кирпичного завода № 4, который начал свою работу в 1940-м году. Так как завод был кирпичным, то ему нужна была глина. Её брали из карьеров, которые окончательно сформировались к 1970-м годам, после чего были заполнены водой.
К тому времени к карьерам подступили новостройки.
Карьеры стали излюбленным местом отдыха жителей нового района. При строительстве продолжения улицы Димитрова часть карьеров была засыпана.
В 2018 вокруг карьеров был заложен парк Героев-Пожарных.

## География
Карьеры находятся между улицами Димитрова, Бухарестской, Южным шоссе и Софийской. Карьеры можно разделить на западные, средние и восточные. Наиболее благоустроены западные. Восточнее карьеров находится радиополе — площадка № 2 Передающего цеха радиовещания № 3 филиала «РТРС» — Санкт-Петербургский РЦ. Сейчас она представляет собой лес. Там сохранилось 3 ЖБОТа и 1 ДОТ Великой Отечественной войны. За одним из них следят местные активисты и устраивают у него субботники.

## Острова
На карьерах есть несколько островов. На западных карьерах их 5: 4 полноценных и один остров тростниковый. На средних карьерах острова исключительно тростниковые. На восточных карьерах островов нет.

## Вода
Осенью 2013 года был произведён анализ воды из нескольких карьеров.

## Галерея

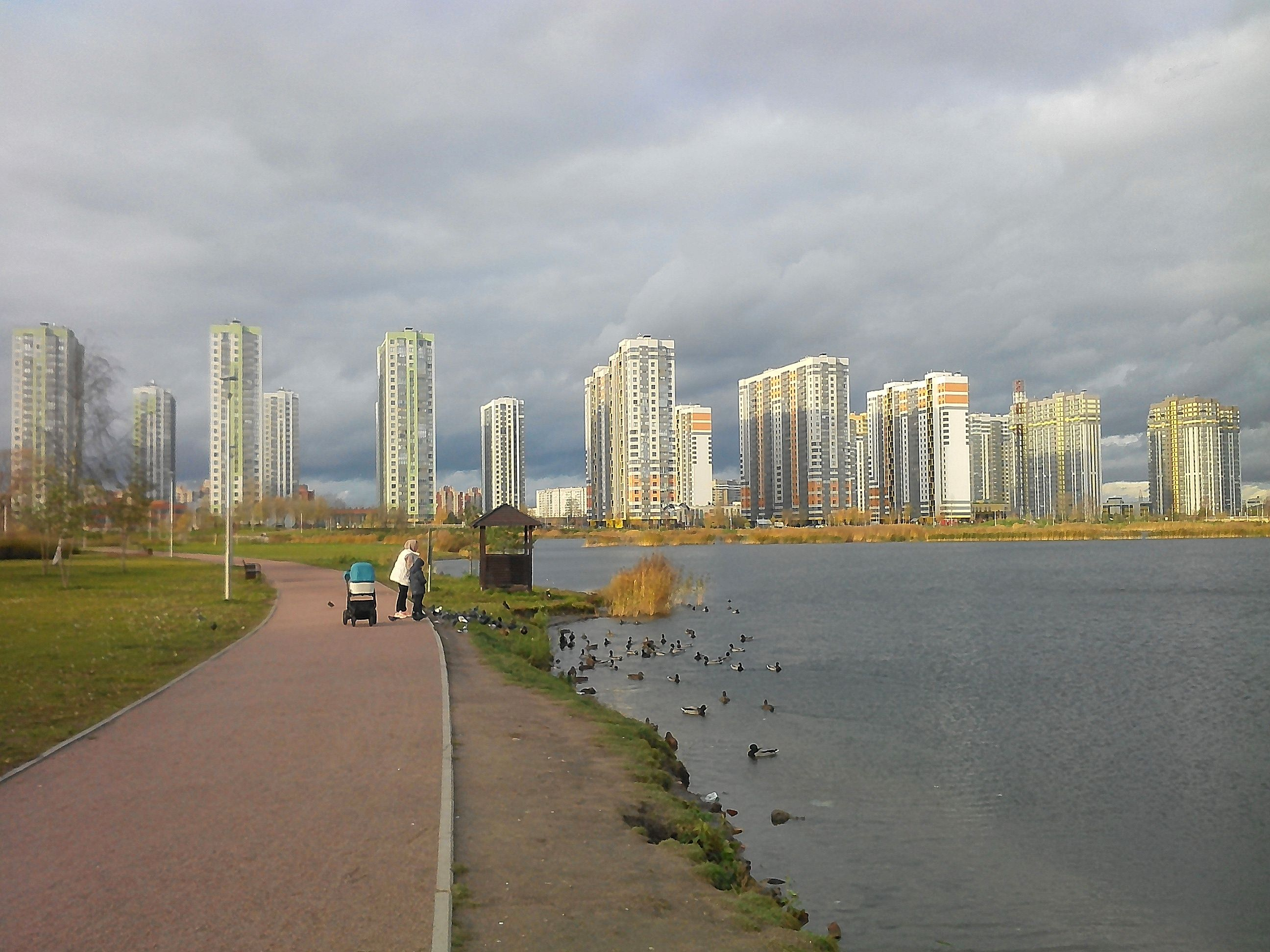
Вид с южного берега
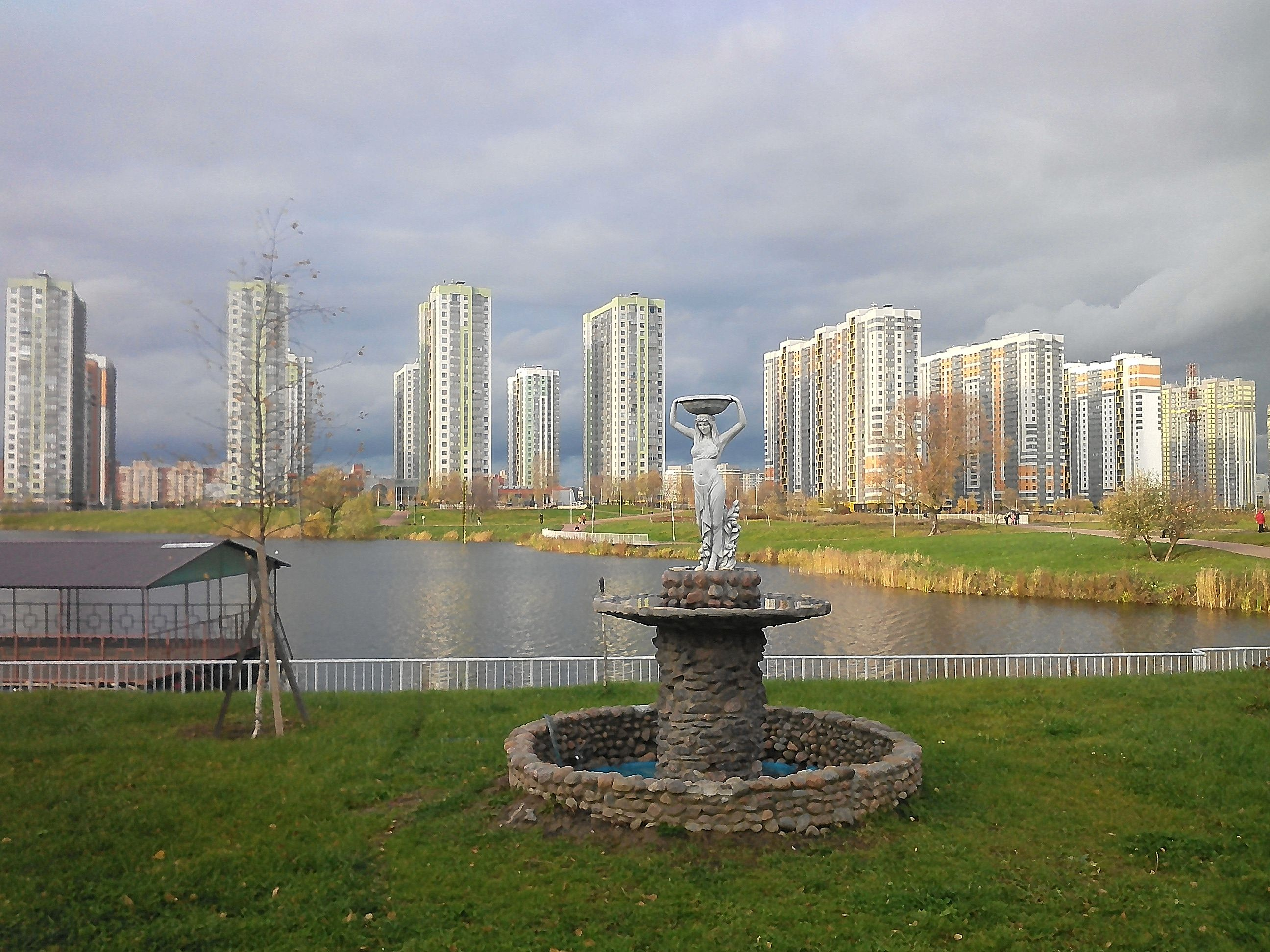
Скульптура у кафе Чистые пруды
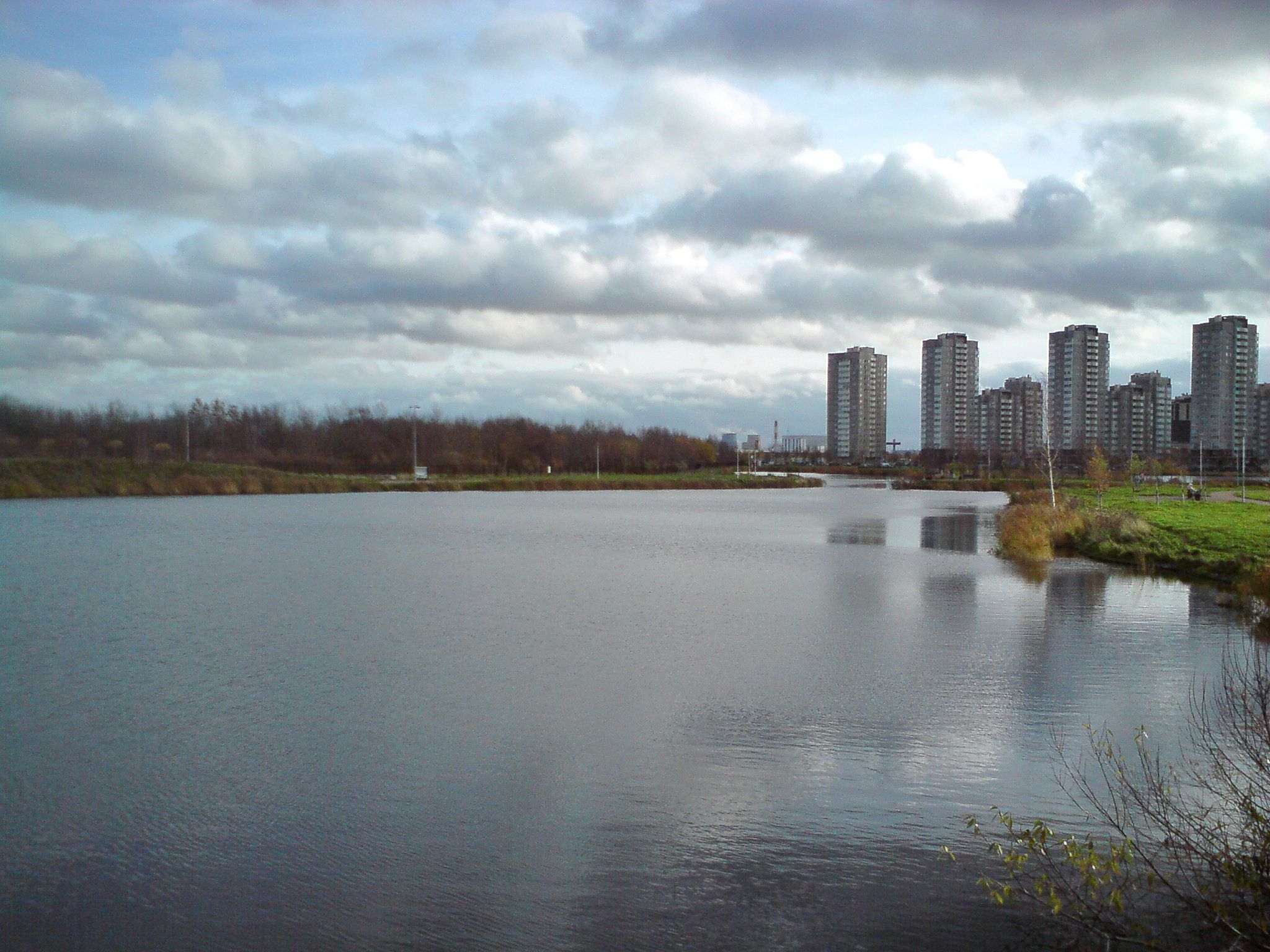
Вид на восточный карьер
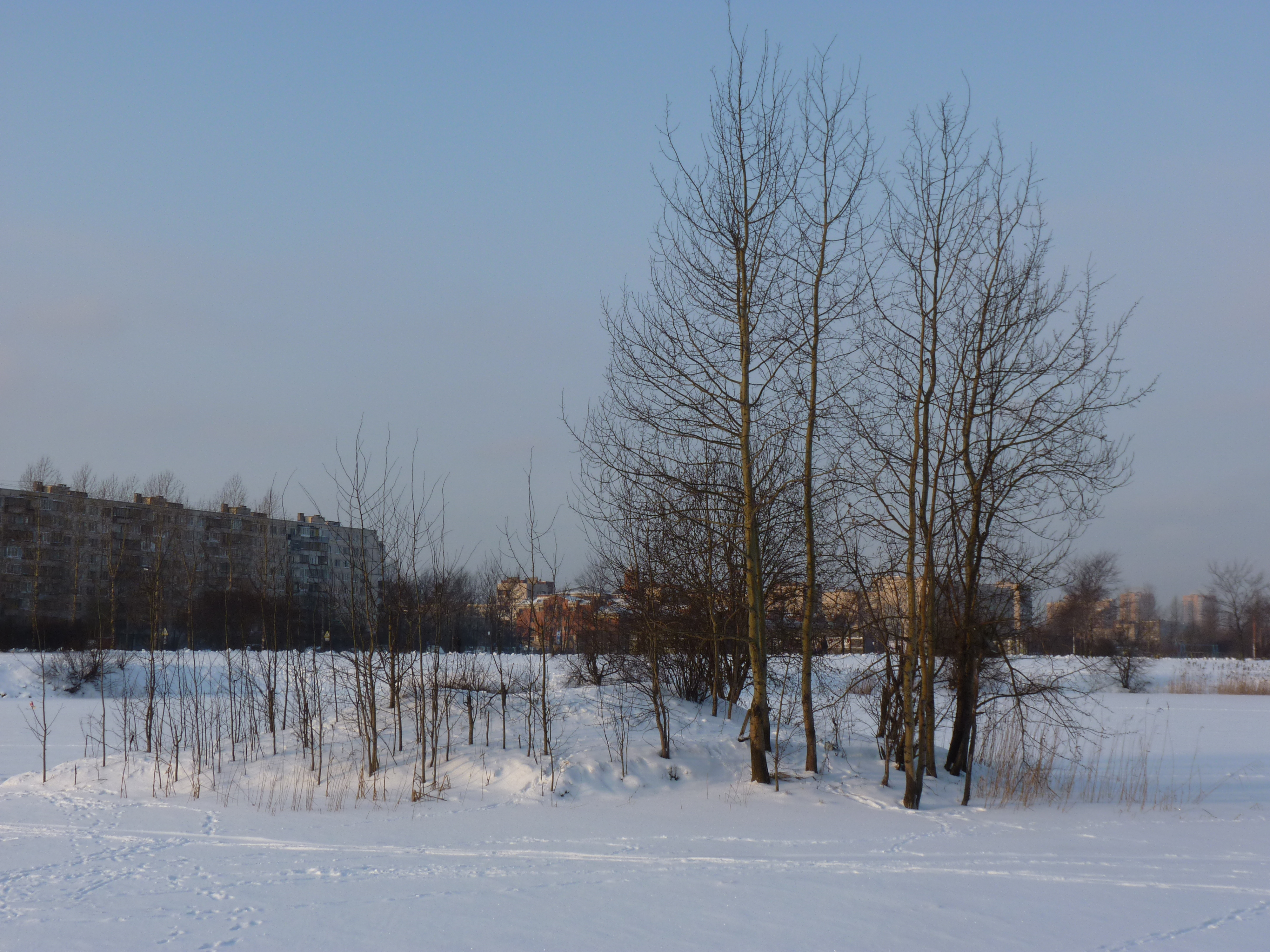
Остров в западном карьере зимой